# Green's Bridge
Pour les articles homonymes, voir Green.
Le Green's Bridge est une passerelle au-dessus de la Nore à Kilkenny construite en 1766.
Il a été conçu par George Smith comme un copie du pont de Tibère, décrit par Andrea Palladio dans Les Quatre Livres de l'architecture.

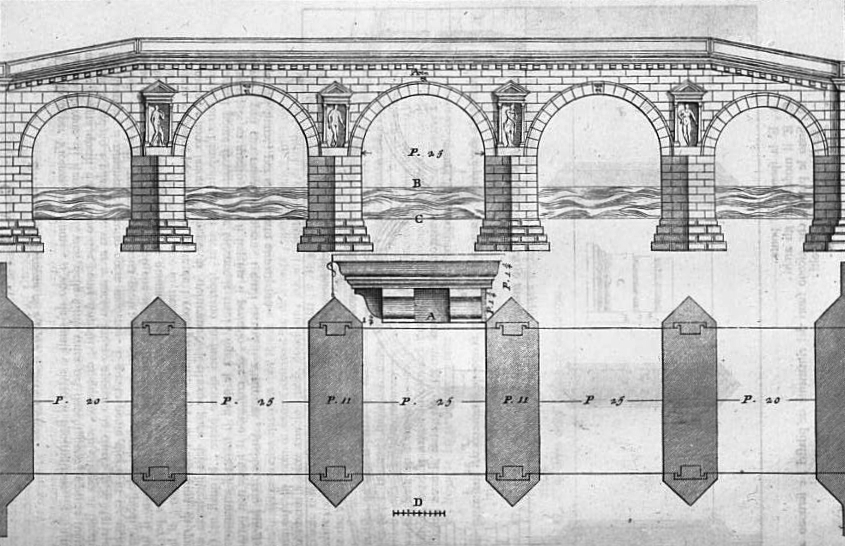
par Andrea Palladio
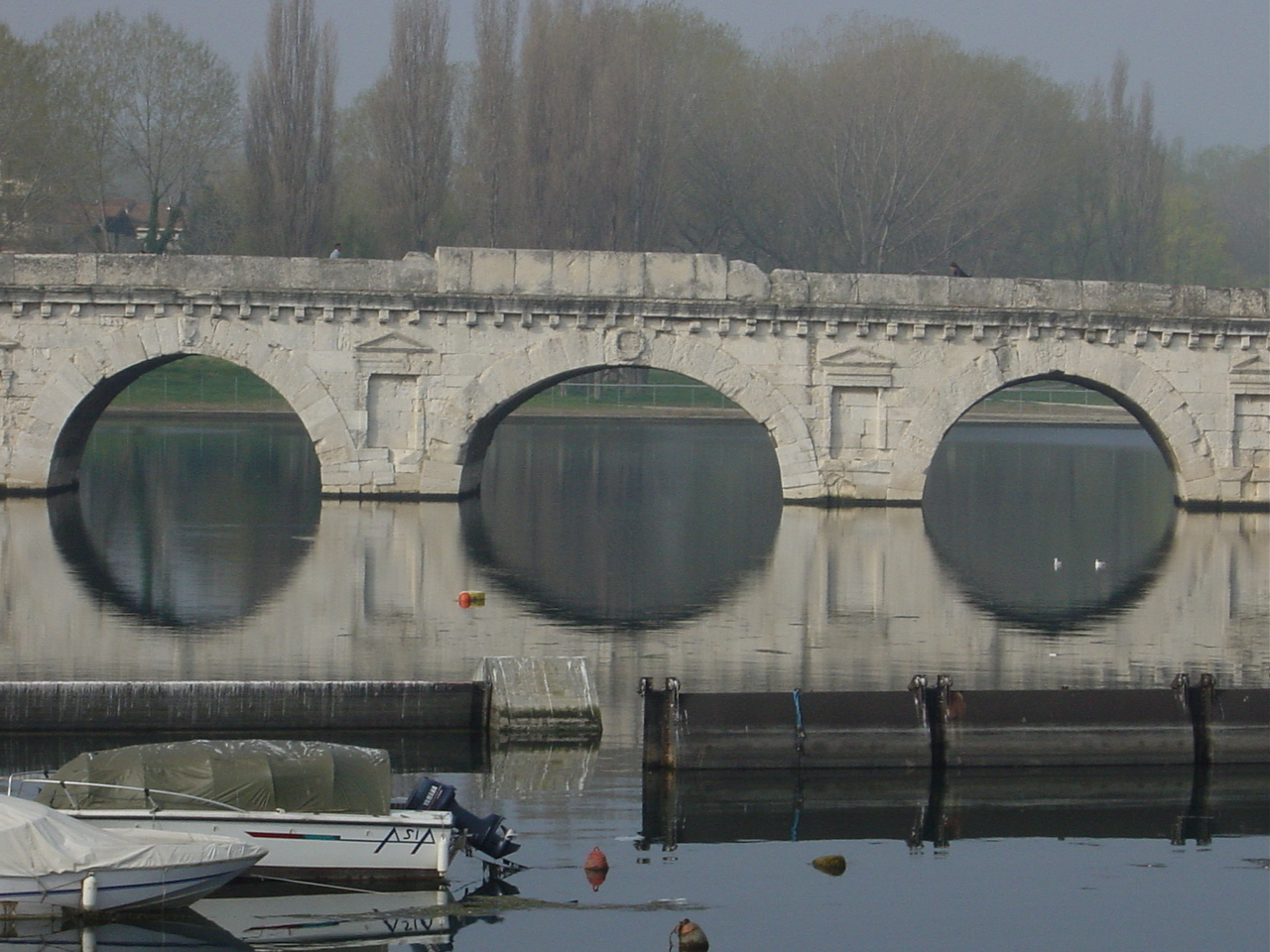
Pont de Tibère